# Sorman
Sorman sau Surman (arabă صرمان) este un oraș în Libia.